# Jean-Marie Loret
Jean-Marie Loret (nascido em 18 ou 25 de março de 1918 em Seboncourt - falecido em 13 de fevereiro de 1985 em Saint-Quentin) foi um trabalhador ferroviário francês, o qual é internacionalmente conhecido por ser considerado como o filho ilegítimo de Adolf Hitler. De acordo com Loret, em 1948, três anos antes de sua mãe falecer em 1951 (e três anos após o suicídio de Hitler e o fim da Segunda Guerra Mundial), ela afirmou que o "soldado desconhecido" que a tinha engravidado durante a Primeira Guerra Mundial teria sido o ditador Hitler.
No entanto, historiadores como Anton Joachimsthaler, Timothy Ryback e Sir Ian Kershaw, acreditam que o parentesco dele com Hitler é improvável ou impossível.

## Literatura
- Marc Vermeeren, "De jeugd van Adolf Hitler 1889–1907 en zijn familie en voorouders". Soesterberg, 2007, 420 blz. Uitgeverij Aspekt. ISBN = 978-90-5911-606-1
- Jean Loret: Ton père s'appelait Hitler [Your Father Was Named Hitler], Paris, 1981.
- Donald M. McKale: Hitler's Children: A Study of Postwar Mythology, em: The Journal of Popular Culture, Vol. 15, issue 1 (1981), p. 46.